# Парментье, Андре
Андре Парментье (фр. André Parmentier; 29 мая 1876, Советер-де-Жуйенн — 1937) — французский стрелок, призёр летних Олимпийских игр, чемпион мира.
Парментье дважды участвовал в Олимпийских играх, и на первых своих летних Олимпийских играх 1908 в Лондоне он соревновался в двух командных дисциплинах. В стрельбе из винтовки на 300 метров он стал третьим и из армейской винтовки четвёртым.
На последних своих летних Олимпийских играх 1920 в Антверпене Парментье соревновался в восьми дисциплинах. В двух индивидуальных соревнованиях его результат неизвестен, а в командных в стрельбе из армейской винтовки он стал серебряным призёром, один раз четвёртым и дважды пятым, из малокалиберной один раз пятым и из произвольной один раз седьмым.
Также Парментье семь раз становился серебряным призёром чемпионатов мира и дважды бронзовым.